# Tutorial D
Tutorial D est un langage d'interaction avec les bases de données relationnelles, conçu par Hugh Darwen (en) et Christopher J. Date (en) dans leur document The Third Manifesto (en) en 1994, pour être plus simple et plus cohérent que le traditionnel SQL.

## Différences avec SQL
Ce langage cherche à se débarrasser de ce que ses créateurs nomment de mauvais choix historiques de SQL. Il remet à plat la question des requêtes enchâssées l'une dans l'autre, ainsi qu'un traitement jugé dans certains cas absurdes de la valeur nulle (NULL). Dans le standard ANSI de SQL, par exemple, si l'on demande la liste des champs différents d'une valeur donnée, ceux contenant NULL ne sont pas considérés faire partie de ce qui est demandé. Ce choix n'est pas absurde, mais les auteurs de Tutorial D affirment que cela est trop contre-intuitif pour ne pas aboutir à des erreurs en cascade.
Il en existe une implémentation sous le nom de Rel (en). La libraire Bmg propose une algèbre relationnelle implémentée en Ruby, qui s'inspire beaucoup de Tutorial D, et permet entre autres l'interrogation de fichiers CSV ou Excel, en plus de bases de données SQL.